# Verenigde Staten op de Olympische Winterspelen 1972
Tijdens de Olympische Winterspelen van 1972, die in Sapporo (Japan) werden gehouden, namen Verenigde Staten voor de elfde keer deel.

## Medailleoverzicht
| Sport       | Olympiër        | Discipline   | Medaille |
| ----------- | --------------- | ------------ | -------- |
| Alpineskiën | Barbara Cochran | slalom (v)   | Goud     |
| Schaatsen   | Anne Henning    | 500 m (v)    | Goud     |
| Schaatsen   | Dianne Holum    | 1500 m (v)   | Goud     |
| Schaatsen   | Dianne Holum    | 3000 m (v)   | Zilver   |
| IJshockey   | Olympisch team  | mannen       | Zilver   |
| Alpineskiën | Susan Corrock   | afdaling (v) | Brons    |
| Kunstrijden | Janet Lynn      | vrouwen      | Brons    |
| Schaatsen   | Anne Henning    | 1000 m (v)   | Brons    |

## Deelnemers en resultaten

### Alpineskiën
| Olympiër        | Discipline       | Resultaat | Prestatie                        |
| --------------- | ---------------- | --------- | -------------------------------- |
| Rick Chaffee    | reuzenslalom (m) | 30e       | 3.24,32 (+14,70) 1.39,23+1.45,09 |
| Rick Chaffee    | slalom (m)       | dnf       | opgave                           |
| Robert Cochran  | afdaling (m)     | 8e        | 1.53,39 (+1,96)                  |
| Robert Cochran  | reuzenslalom (m) | 17e       | 3.15,54 (+5,92) 1.35,39+1.40,15  |
| Robert Cochran  | slalom (m)       | dq        | diskwalificatie                  |
| David Currier   | afdaling (m)     | 17e       | 1.54,96 (+3,53)                  |
| David Currier   | reuzenslalom (m) | dnf       | opgave                           |
| Hank Kashiwa    | afdaling (m)     | 25e       | 1.55,60 (+4,17)                  |
| Hank Kashiwa    | reuzenslalom (m) | 21e       | 3.18,13 (+8,51) 1.37,42+1.40,71  |
| Mike Lafferty   | afdaling (m)     | 14e       | 1.54,38 (+2,95)                  |
| Terry Palmer    | slalom (m)       | 16e       | 1.54,28 (+5,01) 58,78+55,50      |
| Tyler Palmer    | slalom (m)       | 9e        | 1.52,05 (+2,78) 57,68+54,37      |
| Patty Boydstun  | slalom (v)       | 8e        | 1.35,59 (+4,35) 48,11+47,48      |
| Karen Budge     | afdaling (v)     | 14e       | 1.40,68 (+4,00)                  |
| Karen Budge     | reuzenslalom (v) | 23e       | 1.35,57 (+5,67)                  |
| Barbara Cochran | reuzenslalom (v) | 11e       | 1.33,16 (+3,26)                  |
| Barbara Cochran | slalom (v)       | Goud      | 1.31,24 46,05+45,19              |
| Marilyn Cochran | afdaling (v)     | 28e       | 1.41,96 (+5,28)                  |
| Marilyn Cochran | reuzenslalom (v) | 20e       | 1.35,27 (+5,37)                  |
| Marilyn Cochran | slalom (v)       | dq        | diskwalificatie                  |
| Susan Corrock   | afdaling (v)     | Brons     | 1.37,68 (+1,00)                  |
| Susan Corrock   | slalom (v)       | 9e        | 1.35,76 (+4,52) 48,09+47,67      |
| Sandra Poulsen  | afdaling (v)     | 21e       | 1.41,25 (+4,57)                  |
| Sandra Poulsen  | reuzenslalom (v) | dq        | diskwalificatie                  |

### Biatlon
| Olympiër                                             | Discipline             | Resultaat | Prestatie                                                                                            |
| ---------------------------------------------------- | ---------------------- | --------- | --- |
| Peter Karns                                          | 20 km (m)              | 14e       | 1:20.59,67 (+5.04,17) pen.: 2                                                                        |
| Dennis Donahue                                       | 20 km (m)              | 24e       | 1:23.20,39 (+7.24,89) pen.: 4                                                                        |
| Dexter Morse                                         | 20 km (m)              | 41e       | 1:28.40,14 (+12.44,64) pen.: 7                                                                       |
| Jay Bowerman                                         | 20 km (m)              | 45e       | 1:29.13,71 (+13.18,21) pen.: 7                                                                       |
| Peter Karns Dexter Morse Dennis Donahue Jay Bowerman | 4x7,5 km estafette (m) | 6e        | 1:57.24,32 (+5.39,40) pen.: 1-14 (0-3 / 0-4 / 0-3 / 1-4) (28.50,37 / 28.43,56 / 29.01,97 / 30.48,42) |

### Bobsleeën
| Olympiër                                              | Discipline                        | Resultaat | Prestatie                                                |
| ----------------------------------------------------- | --------------------------------- | --------- | -------------------------------------------------------- |
| Paul Lamey Howard Siler                               | 2-mansbob (m) Verenigde Staten I  | 16e       | 5.06,62 (+9,55) (1.18,13 / 1.16,93 / 1.15,52 / 1.16,04)  |
| Boris Said Thomas Becker                              | 2-mansbob (m) Verenigde Staten II | 19e       | 5.08,94 (+11,87) (1.17,34 / 1.17,23 / 1.16,66 / 1.17,71) |
| James Hickey James Bridges Howard Siler Thomas Becker | 4-mansbob (m) Verenigde Staten I  | dq        | diskwalificatie                                          |
| Boris Said James Copley Kenneth Morris Philip Duprey  | 4-mansbob (m) Verenigde Staten II | 14e       | 4.48,43 (+5,36) (1.12,31 / 1.12,34 / 1.11,80 / 1.11,98)  |

### Kunstrijden
| Olympiër                        | Discipline | Resultaat | Prestatie                |
| ------------------------------- | ---------- | --------- | ------------------------ |
| Kenneth Shelley                 | mannen     | 4e        | pc. 43,0; 2596,0 punten  |
| John Misha Petkevich            | mannen     | 5e        | pc. 47,0; 2591,5 punten  |
| Gordie McKellen                 | mannen     | 11e       | pc. 89,0; 2511,0 punten  |
| Janet Lynn                      | vrouwen    | Brons     | pc. 27,0; 2663,1 punten  |
| Julie Lynn Holmes               | vrouwen    | 4e        | pc. 39,0; 2627,0 punten  |
| Suna Murray                     | vrouwen    | 12e       | pc. 102,0; 2426,2 punten |
| Alicia Starbuck Kenneth Shelley | paarrijden | 4e        | pc. 35,0; 406,8 punten   |
| Melissa Militano Mark Militano  | paarrijden | 7e        | pc. 65,5; 393,0 punten   |
| Barbara Brown Doug Berndt       | paarrijden | 12e       | pc. 114,0; 366,9 punten  |

### Langlaufen
| Olympiër                                              | Discipline            | Resultaat | Prestatie              |
| ----------------------------------------------------- | --------------------- | --------- | ---------------------- |
| Tim Caldwell                                          | 15 km (m)             | 54e       | 51.17,92 (+5.49,68)    |
| Everett Dunklee                                       | 15 km (m)             | 44e       | 49.52,20 (+4.23,96)    |
| Everett Dunklee                                       | 50 km (m)             | 27e       | 2:56.42,49 (+13.27,74) |
| Mike Elliott                                          | 30 km (m)             | 26e       | 1:43.15,03 (+6.43,88)  |
| Mike Gallagher                                        | 30 km (m)             | 30e       | 1:43.39,41 (+7.08,26)  |
| Robert Gray                                           | 30 km (m)             | 42e       | 1:46.38,31 (+10.07,16) |
| Robert Gray                                           | 50 km (m)             | 33e       | 3:01.15,37 (+18.00,62) |
| Larry Martin                                          | 15 km (m)             | 58e       | 53.13,91 (+7.45,67)    |
| Clark Matis                                           | 30 km (m)             | 53e       | 1:52.18,52 (+15.47,37) |
| Joseph McNulty                                        | 50 km (m)             | dnf       | opgave                 |
| Gene Morgan                                           | 50 km (m)             | 24e       | 2:54.01,52 (+10.46,77) |
| Ronny Yeager                                          | 15 km (m)             | 55e       | 51.36,54 (+6.08,30)    |
| Tim Caldwell Mike Gallagher Larry Martin Mike Elliott | 4x10 km estafette (m) | 12e       | 2:14.37,28 (+9.49,34)  |
| Barbara Britch                                        | 5 km (v)              | 31e       | 18.18,37 (+1.17,87)    |
| Trina Hosmer                                          | 10 km (v)             | 41e       | 40.40,56 (+6.22,74)    |
| Margie Mahoney                                        | 5 km (v)              | 39e       | 19.15,13 (+2.14,63)    |
| Margie Mahoney                                        | 10 km (v)             | 36e       | 39.27,95 (+5.10,13)    |
| Alison Owen                                           | 5 km (v)              | 36e       | 18.54,76 (+1.54,26)    |
| Alison Owen                                           | 10 km (v)             | 35e       | 38.50,05 (+4.32,23)    |
| Martha Rockwell                                       | 5 km (v)              | 18e       | 17.50,34 (+49,84)      |
| Martha Rockwell                                       | 10 km (v)             | 16e       | 36.34,22 (+2.16,40)    |
| Barbara Britch Alison Owen Martha Rockwell            | 3x5 km estafette (v)  | 11e       | 53.38,60 (+4.52,45)    |

### Noordse combinatie
| Olympiër        | Discipline | Resultaat | Prestatie                                       |
| --------------- | ---------- | --------- | ----------------------------------------------- |
| Michael Devecka | mannen     | 21e       | 362,835 punten schans: 157,1 p 15 km: 205,735 p |
| James Miller    | mannen     | 34e       | 334,950 punten schans: 139,7 p 15 km: 195,250 p |
| Teyck Weed      | mannen     | 38e       | 313,605 punten schans: 129,8 p 15 km: 183,805 p |
| Robert Kendall  | mannen     | 39e       | 303,635 punten schans: 139,0 p 15 km: 164,635 p |

### Rodelen
| Olympiër                         | Discipline | Resultaat | Prestatie                                          |
| -------------------------------- | ---------- | --------- | -------------------------------------------------- |
| James Murray                     | mannen     | 28e       | 3.37,93 (+10,35) (55,31 / 55,22 / 53,94 / 53,46)   |
| Terry O'Brien                    | mannen     | 31e       | 3.38,24 (+10,66) (55,41 / 55,17 / 54,02 / 53,64)   |
| Ralph Havens                     | mannen     | 32e       | 3.38,32 (+10,74) (55,17 / 54,84 / 54,31 / 54,00)   |
| Robert Rock                      | mannen     | 44e       | 3.59,04 (+31,46) (55,98 / 55,25 / 53,85 / 1.13,96) |
| Kathleen Ann Homstad             | vrouwen    | 15e       | 3.05,98 (+6,80) (47,68 / 46,64 / 46,17 / 45,49)    |
| Peggy Frair                      | vrouwen    | dnf       | opgave                                             |
| Jack Elder Frank Jones           | dubbel     | 15e       | 1.32,59 (+4,24) (46,48 / 46,11)                    |
| Robert Berkley Richard Cavanaugh | dubbel     | 17e       | 1.33,17 (+4,82) (46,58 / 46,59)                    |

### Schaatsen
| Olympiër          | Discipline   | Resultaat | Prestatie           |
| ----------------- | ------------ | --------- | ------------------- |
| Neil Blatchford   | 500 m (m)    | 15e       | 40,67 (+1,23)       |
| Dan Carroll       | 1500 m (m)   | 7e        | 2.07,24 (+4,28)     |
| Dan Carroll       | 5000 m (m)   | 10e       | 7.44,72 (+21,11)    |
| Dan Carroll       | 10.000 m (m) | 9e        | 15.44,41 (+43,06)   |
| Pete Eberling     | 500 m (m)    | 11e       | 40,58 (+1,14)       |
| Charles Gilmore   | 5000 m (m)   | 20e       | 8.03,04 (+39,43)    |
| Gary Jonland      | 1500 m (m)   | 14e       | 2.09,55 (+6,59)     |
| Clark King        | 1500 m (m)   | 30e       | 2.14,83 (+11,87)    |
| Clark King        | 5000 m (m)   | 21e       | 8.07,20 (+43,59)    |
| Clark King        | 10.000 m (m) | 21e       | 16.39,82 (+1.38,47) |
| Bill Lanigan      | 1500 m (m)   | 25e       | 2.12,31 (+9,35)     |
| Greg Lyman        | 500 m (m)    | 20e       | 41,30 (+1,86)       |
| John Wurster      | 500 m (m)    | dnf       | opgave              |
| Connie Carpenter  | 1500 m (v)   | 7e        | 2.23,93 (+3,08)     |
| Anne Henning      | 500 m (v)    | Goud      | 43,33               |
| Anne Henning      | 1000 m (v)   | Brons     | 1.31,62 (+0,22)     |
| Dianne Holum      | 1000 m (v)   | 6e        | 1.32,41 (+1,01)     |
| Dianne Holum      | 1500 m (v)   | Goud      | 2.20,85             |
| Dianne Holum      | 3000 m (v)   | Zilver    | 4.58,67 (+6,53)     |
| Kay Lunda         | 500 m (v)    | 7e        | 44,95 (+1,62)       |
| Jeanne Omelenchuk | 3000 m (v)   | 22e       | 5.32,87 (+40,73)    |
| Leah Poulos       | 1500 m (v)   | 24e       | 2.31,29 (+10,44)    |
| Leah Poulos       | 3000 m (v)   | 17e       | 5.17,38 (+25,24)    |
| Sheila Young      | 500 m (v)    | 4e        | 44,53 (+1,20)       |
| Sheila Young      | 1000 m (v)   | 17e       | 1.34,97 (+3,57)     |

### Schansspringen
| Olympiër     | Discipline         | Resultaat | Prestatie                                         |
| ------------ | ------------------ | --------- | ------------------------------------------------- |
| Scott Berry  | normale schans (m) | 52e       | 172,0 punten 87,7 p. (67,5 m) + 84,3 p. (66,0 m)  |
| Scott Berry  | grote schans (m)   | 47e       | 151,7 punten 76,1 p. (79,0 m) + 75,6 p. (81,5 m)  |
| Jerry Martin | normale schans (m) | 34e       | 197,2 punten 105,3 p. (76,0 m) + 91,9 p. (69,5 m) |
| Jerry Martin | grote schans (m)   | 36e       | 163,1 punten 89,1 p. (89,0 m) + 74,0 p. (77,5 m)  |
| Ron Steele   | normale schans (m) | 41e       | 192,3 punten 99,2 p. (75,0 m) + 93,1 p. (71,5 m)  |
| Ron Steele   | grote schans (m)   | 25e       | 177,7 punten 86,6 p. (86,5 m) + 91,1 p. (89,0 m)  |
| Gregory Swor | normale schans (m) | 50e       | 179,4 punten 93,0 p. (70,5 m) + 86,4 p. (67,0 m)  |
| Gregory Swor | grote schans (m)   | 30e       | 172,8 punten 77,2 p. (80,5 m) + 95,6 p. (91,5 m)  |

### IJshockey
| Olympiër | Discipline | Resultaat | Prestatie |
| --- | ---------- | --------- | --- |
| Mike Curran Gordy Sears Wally Olds Tom Mellor Frank Sanders Jim McElmury Charles Brown Dick McGlynn Ron Naslund Robbie Ftorek Stu Irving Kevin Ahearn Henry Boucha Craig Sarner Tim Sheehy Keith Christiansen Mark Howe | mannen     | Zilver    | kwalificatieronde: 5 - 3 Verenigde Staten - Zwitserland A-groep (1e-6e plaats): 1 - 5 Verenigde Staten - Zweden 5 - 1 Verenigde Staten - Tsjecho-Slowakije 2 - 7 Verenigde Staten - Sovjet-Unie 4 - 1 Verenigde Staten - Finland 6 - 1 Verenigde Staten - Polen |

Argentinië · Australië · België · Bondsrepubliek Duitsland · Bulgarije · Canada · Duitse Democratische Republiek · Filipijnen · Finland · Frankrijk · Griekenland · Groot-Brittannië · Hongarije · Iran · Italië · Japan · Joegoslavië · Libanon · Liechtenstein · Mongolië · Nederland · Nieuw-Zeeland · Noord-Korea · Noorwegen · Oostenrijk · Polen · Roemenië · Sovjet-Unie · Spanje · Taiwan · Tsjecho-Slowakije · Verenigde Staten · Zuid-Korea · Zweden · Zwitserland